# 學甲上白礁暨刈香
上白礁謁祖祭典由台灣台南市學甲慈濟宮主辦，於每年農曆三月十一日舉行，即當地所稱上白礁活動，於當地將軍溪畔「頭前寮」舉行祭典，隔海遙祭保生大帝祖廟，即中國福建省白礁慈濟宮。原不定期舉行刈香，現擴大為三天遶境廟會。自1992年起，確定為4年舉辦1次。屬南瀛五大香之一的「學甲香」。經臺南市政府核定為臺南市定民俗活動，至2022年文化部升格登錄為國家重要民俗。

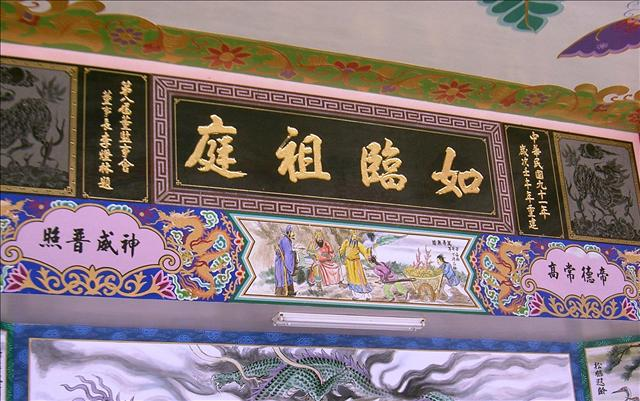
白礁亭題字「如臨祖庭」

## 沿革

### 起源
學甲慈濟宮主神保生大帝，係於明鄭時期由福建泉州府移民迎請，隨鄭成功部隊來台，而由學甲頭前寮將軍溪畔登岸。上白礁祭典根據考證，始於清治時代，學甲地區鄉民經常返回原鄉福建泉州白礁慈濟宮謁祖，由於保生大帝誕辰為農曆3月15日，故必須提前數日渡海，方能趕上神誕，所以乃訂為每年農曆3月11日。日治時代後由於兩岸民間往來受限，來往關卡不便，遂逐漸改於當年登陸之處舉行隔海謁祖祭典。上白礁祭典原非年年固定舉行，20世紀後半，才逐漸改為每年舉辦。

### 發展
上白礁祭典原屬學甲地區的鄉鎮級祭典，參與廟宇以學甲慈濟宮的交陪廟、分靈廟、學甲十三的庄廟為主。1977年左右，臺灣興起尋根熱潮，上白礁祭典乃受官方支持，標舉其「飲水思源」的精神，而逐步擴大祭典層次，1980年開始，升格為縣級祭典，祭典主任委員為台南縣縣長；1981年適逢中華民國建國七十週年，配合舉辦藝陣比賽與藝文展覽，由當時台灣省政府主席林洋港主祭；1984年由出身學甲的台南幫大老、前台北市長吳三連擔任主任委員；1989年起，又改由內政部部長擔任主任委員，然而歷年來實際主祭者仍由台南縣縣長擔任，目前因縣市合併升格，改為台南市長。縣市首長如不克出席則由副首長主祭，近幾年則由前教育部長吳清基擔任主任委員。

### 學甲香
除每年固定舉行上白礁謁祖祭典及繞境外，由於上白礁刈香所經過的香路，為「慈濟宮-後社-光華-中洲-頭前寮（將軍溪畔）-中洲-彭城-後社-慈濟宮」，主要行經學甲、中洲庄，其他庄頭都未列入上白礁祭典遶境的香路。於是慈濟宮為祈求其他未被上白礁刈香巡經的庄頭平安，遂另行擇期舉行繞行學甲十三庄的三天刈香活動，稱為學甲香，1987年以前於保生大帝神前擲筊決定舉辦時間，之後則改由慈濟宮信徒代表大會決議。分別於1971年、1978年、1984年、1988年、1992年、1996年、2000年、2004年、2008年、2012年、2016年舉行刈香，幾乎確立四年舉行一科刈香的傳統。
唯原訂於2020年舉辦之庚子年香科，因受嚴重特殊傳染性肺炎疫情影響，延期至2022年舉行，下一科於2024年再次舉辦。
每逢香科年，則自農曆三月九日至三月十一日舉辦遶境。學甲刈香儀式採「出香-遶境-入廟」的型態，所有參與之藝陣與神轎，每日出發前，都需至慈濟宮「拜廟」，由紅頭法師做法淨陣，此儀式有接香的意味。

## 遶境區域
每年上白礁祭典，香陣繞境區域以學甲及中洲兩庄頭為主；如舉行刈香時，三日遶行區域則涵蓋昔日「學甲十三」範圍，即三寮灣、溪底寮、二重港、灰窯港、渡仔頭、宅仔港、倒風寮、學甲寮、草坔、大灣、學甲、中洲、山寮等地，甚至廣及今日學甲區全境、佳里區、鹽水區、北門區鄰近村落。
每逢刈香，每日繞境區域，必然會跨越一個不屬於學甲慈濟宮信仰圈的庄頭，稱為「過堡」，意思是超過清代時學甲堡的轄域，第一日「過堡」到佳里區的溪洲社區，早年則曾到佳里區營頂、佳里興等地。第二日則「過堡」到鹽水區的大埔，第三日「過堡」，到北門區的溪仔寮。

## 香陣特色

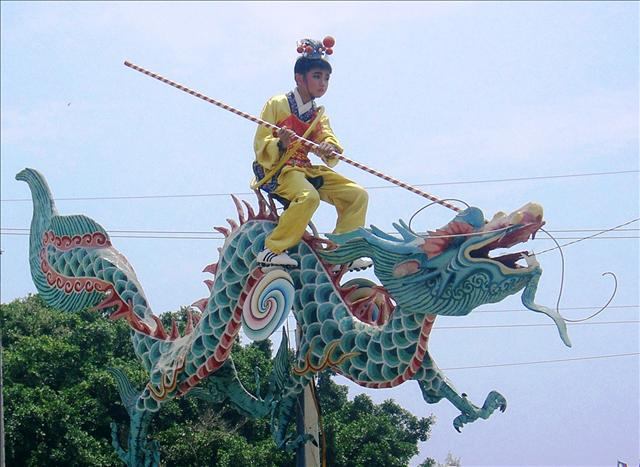
上白礁藝閣「哪吒鬧東海」

### 藝閣眾多
上白礁祭典參與廟宇、神壇往往達七、八十座，隨行藝陣繁多，其中又以孩童飾演乘坐的藝閣聞名於台灣。藝閣又稱「抬閣」，清代時便已出現，當時以人力抬行或牛車展示，現在則以裝飾於車輛之上，改採機械動力，飾演神話、傳說、歷史演義等。目前仍以真人裝扮為主，每年固定參與上白礁祭典藝閣有下社白礁宮「哪吒鬧東海」、「董漢尋母」；宅口興太宮「五虎平西」、「太子伏龍」、羅姓角「八仙棚」、三角仔清保宮「八仙過海」、東竹圍「八美圖」、後社聖和宮「郭子儀大戰烏鳳仙」、中草坔中隆宮「紡車輪」、縣內角太安宮「封神榜」、西龍宮「七鶴」等，至於電動藝閣則每年主題不一。早期尚有後社煥昌文衡殿「唐明皇遊月宮」唯現已消失。

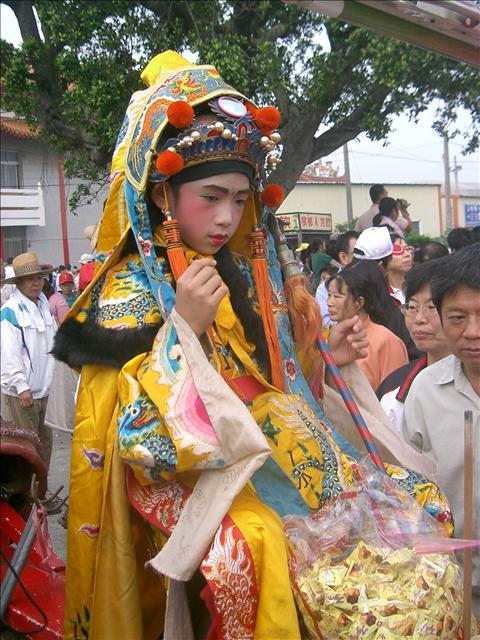
學甲後社蜈蚣陣神童

### 人力扛抬蜈蚣陣
西南五大香科皆以蜈蚣陣為香陣前導，學甲上白礁祭典蜈蚣陣由後社集和宮負責裝閣，為臺灣西南五大香科中，唯一維持由人力扛抬者。學甲蜈蚣陣所扮神童，共計36名，由各地信徒登記擲筊確定，向集和宮繳納一定費用，以供治裝、裝飾、人力工資等後，由數名扛工協力抬行。學甲蜈蚣陣採龍首、鳳尾形式，平日首尾供奉於集和宮內，稱為「蜈蚣公」。裝閣主題為五大香科中最為多樣者，多採自唐宋歷史演義作品，共有羅通掃北、薛仁貴征東、薛丁山征西、隋唐演義、白虎戰青龍、薛剛鬧花燈、郭子儀大戰安南國、狄青押軍衣、五虎平西、五虎平南、狄青大戰八寶公主、水滸傳、岳飛傳等十三齣戲碼，每年擲筊決定辦演劇目。

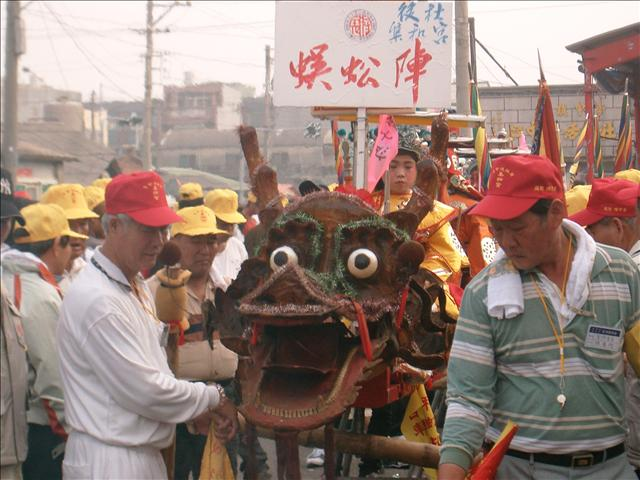
學甲後社蜈蚣陣

學甲蜈蚣陣因維持人力扛抬傳統，所費人力甚鉅。過往也曾有改採輪式牽引之議，然幾經擲筊，因未獲得允杯，仍維持人力扛抬。扛工如採三班制，須達200餘人，歷來常因工資爭議，常有罷扛情事，早前曾商請軍方協助。加上現代社會勞動情況與農業時代大為不同，近年人力緊張情況愈趨嚴重，至今未能終局解決。
及至2022壬寅年刈香遶境期間，因香科第二日返程入廟時，已是第三日清晨四點多，第三日自集和宮出發至慈濟宮領令後，隨即發生扛工不足，停擺5小時餘情事，慈濟宮廟原規劃以不依原香路遶行，直接前往白礁亭等候祭典，後經慈濟宮、集合宮緊急加募扛工，加上學甲在地與旅居外地信眾熱情接力，自暫時休憩的中社宋江館，而往頭港部落，趕上後續香路，為史上首見。

### 輦宮
為解決轎班人力不足問題，自1989年起，上白礁祭典出現首座輦宮，仿古代宮殿或皇帝出巡時所用鑾駕，以鐵牛、小貨車載運，形式多樣，彩繪與木工雕琢十分細緻，取代傳統神轎，甚至安上涼傘、儀仗等等；也有部分廟宇，將原有神轎裝上貨車，略加改裝、彩繪，屬於較為簡單的形式。目前上白礁香陣中有數十座輦宮，造價由新台幣60萬至120餘萬不等，為學甲上白礁祭典的重要特色。

### 角頭自組陣頭
時代變遷下，學甲上白礁祭典與學甲香的角頭自組陣頭雖不似西港香如此繁多，仍保留一定數量的自組陣頭，如宋江陣有五陣、十二婆姐陣一陣、北管一陣、軟身福德爺一陣、採茶舞一陣、高蹺陣二陣。

### 拒絕電子花車
學甲慈濟宮於80年代開始，即婉拒電子花車參與香陣，近年尺度稍微鬆弛，然亦屬罕見。

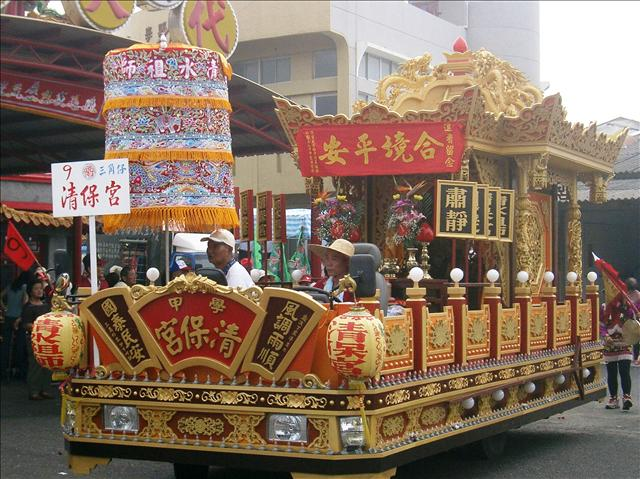
輦宮

## 遶境香陣結構
上白礁謁祖祭典的遶境香陣大體可分「前鋒陣」、「參與遶境廟宇」、「遶境主神陣」三個部份：
前鋒陣
- 前導警車：由台南市政府警察局學甲分局支援開路。
- 總督陣：由祭典委員會派人徒步引導香陣遶境路線。
- 淨壇道士：由兩名道士擔任，行走於香陣之前，手執法鈴，沿途為信眾所設香案灑淨，民間信仰相信，此法可以消除邪穢。
- 報馬：由飼主牽引未交配的母黃牛擔任報馬任務，為向遶境沿路民眾報信香陣到來之意。黃牛角插金花，頭結紅布。欲擔任報馬任務的人家，需於保生大帝神前擲筊決定。
- 報兵：手執木刀，功能與報馬相同。
- 路關牌：上書主神保生大帝封號全銜、出巡目的、沿路所經路線、地點等等。
- 頭旗：三角形繡旗，又稱「大道公旗」。
- 托燈：亦稱「頭燈」，為紙糊燈籠，上繪龍形，書「學甲慈濟宮」、「保生大帝」、「合境平安」等字樣。
- 大令
- 蜈蚣陣

參與遶境廟宇

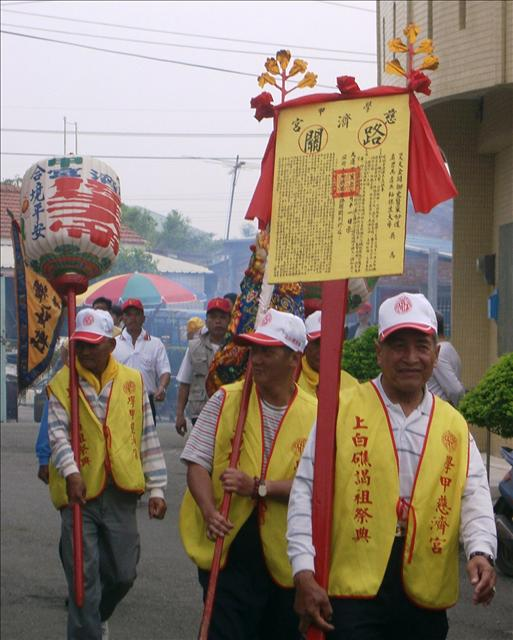
頭旗、托燈、路關牌

學甲各角頭廟宇、台灣各地分靈廟宇、交陪廟宇之神轎、陣頭、藝閣，每年約有七、八十陣。除學甲區內各庄頭外，包含台東市、南投縣草屯鎮、台南市、屏東市、高雄市、七股區、鹽水區、北門區等地祀奉保生大帝廟宇。
遶境主神陣
- 北管鼓吹
- 駕前范謝將軍：大神神將，由佳里幽冥殿迎請而來護駕。
- 三十六排班：仿古代王公貴族出巡時的執事、儀仗，共有三十六個差事。
- 哨角、大鑼、小鑼：清道之意
- 學甲慈濟宮輦宮
- 學甲慈濟宮後殿慈福寺輦宮
- 王馬
- 爐主
- 清道信徒
- 學甲慈濟宮保生二大帝輦宮
- 中壇元帥神轎
- 謝府元帥神轎
- 觀音佛祖神轎
- 學甲寮慈照宮神轎
- 分符紙人員
- 香擔：為ㄧ對廟宇型式的小木箱，為當年的「頭家」挑擔隨行，預備舉行請水火儀式，帶回慈濟宮中，香擔本身就含有前往祖廟進香分回香火的象徵意義。
- 擔馬草水的人
- 隨行香客

## 祭典程序

### 恭拜學甲慈濟宮保生大帝典禮
於學甲慈濟宮內舉行，由祭典委員會主任委員，率領副主任委員、委員、慈濟宮董監事、爐主等參與。

### 遙拜白礁慈濟宮祖廟典禮
於將軍溪畔白礁亭舉行，由祭典委員會主任委員，率領副主任委員、委員、慈濟宮董監事、爐主、各角頭廟宇領隊、信徒等參與。而後舉行請水、請火儀式。

## 類似祭典
在台灣台南市同樣奉祀保生大帝為主神的廟宇，尚有學甲區大灣清濟宮、將軍區金興宮舉辦類似上白礁的謁祖祭典。佳里區玉勅青龍宮則有古香十三庄暨遙祭青礁慈濟宮的活動。
- 學甲區大灣清濟宮：原參與學甲慈濟宮上白礁謁祖祭典，因祭典時神像座次問題而退出，水官大帝禹王自行舉辦請水火儀式，時間在上白礁祭典之前於農曆3月4日，地點則設在北門區蘆竹溝，該地現建有紀念碑。
- 將軍區金興宮：在將軍溪畔亦建有白礁亭，位於慈濟宮所建白礁亭之西，約兩公里處，於農曆3月14日保生大帝誕辰前一日舉行上白礁祭典。[10]

## 註解
1. ↑  . 文化部文化資產局. （原始内容存档于2019-01-19）.
2. ↑  . 文化部文化資產局. （原始内容存档于2019-01-19）.
3. ↑  . 文化部文化資產局. （原始内容存档于2022-04-03）.
4. ↑  第一天路線圖  台南宗教觀光網[永久]
5. ↑  第二天路線圖 台南宗教觀光網[永久]
6. ↑  第三天路線圖  台南宗教觀光網[永久]
7. 1 2  . 楊金城. 自由時報. 2022-04-11  [2022-04-26]. （原始内容存档于2022-04-26）.
8. ↑  . 謝進盛. 聯合報. 2022-04-11  [2022-04-26]. （原始内容存档于2022-06-10）.
9. ↑  . ryan18175. PeoPo公民新聞. 2022-04-14  [2022-04-26]. 原始内容存档于2023-04-18.
10. ↑  .   [2009-03-15]. （原始内容存档于2010-06-03）.